# Wilseder Berg
Der Wilseder Berg im Gemeindegebiet der Gemeinde Bispingen ist mit 169,2 m ü. NHN die höchste Erhebung in der Lüneburger Heide und im Heidekreis.

## Beschreibung
Der Wilseder Berg liegt innerhalb des Naturschutzgebiets Lüneburger Heide in der Nähe von Wilsede und Bispingen im Landkreis Heidekreis. Entstanden ist die Erhebung während der vorletzten Eiszeit, der Saaleeiszeit; es handelt sich dabei um einen Teil einer Endmoräne. Der Berg hat ein ausgedehntes Hochplateau und einen flachen Gipfel. An den Rändern ist er vielgestaltig ausgeprägt mit Mulden, Tälern und kleinen Schluchten.
Die Böden der Umgegend bestehen aus ausgewaschenen, kiesig-sandigen Böden mit Ortsteinschichten. Darauf liegen offene Sandflächen, großflächige Heidegebiete und weitläufige Nadelwälder. Die Heideflächen werden von Heidschnucken beweidet.
Am Wilseder Berg liegt eine Wasserscheide. Hier treten die Quellbäche mehrerer Flüsse aus, wie die von Este, Luhe, Wümme und Böhme. Einige der Gewässer leiten zum Flusssystem der Weser, andere zur Elbe ab.

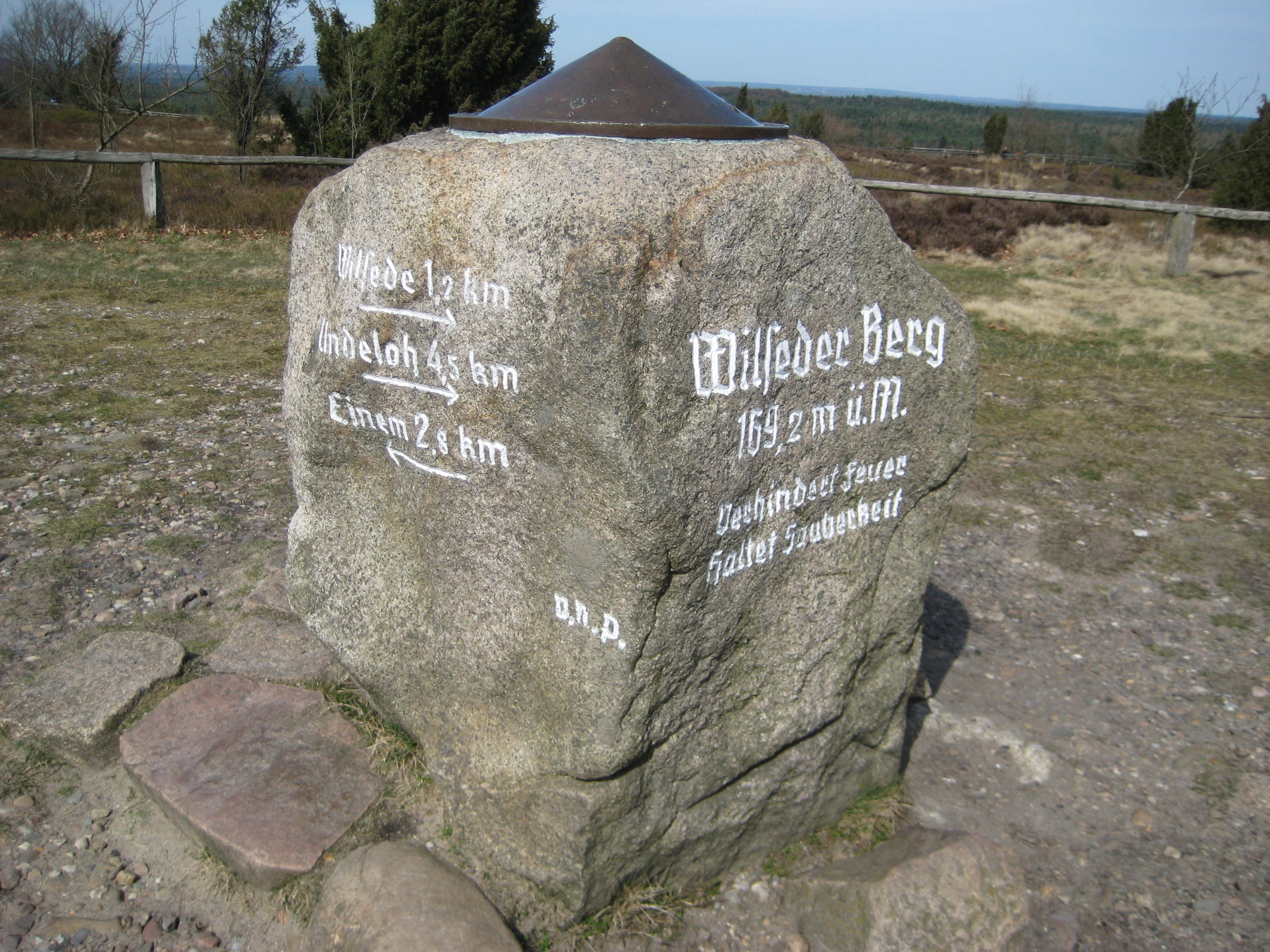
Gipfelstein mit Metallplatte mit Entfernungsangaben: die sogenannte Gauß-Säule

Auf dem Gipfelplateau steht ein Gipfelstein, auf dem sich ein Metallkegel befindet: die sogenannte „Gauß-Säule“. In den Metallkegel sind Richtungs- und Entfernungsangaben zu benachbarten Erhebungen sowie zu Städten in näherer und größerer Entfernung eingraviert. Entworfen wurde diese Orientierungstafel von dem Hamburger Geographen Wilhelm Precht. Aufgestellt wurde die Gauß-Säule 1925 von der Vereinigung Norddeutscher Wanderer.
Der Gipfel des Wilseder Berges bot in der Vergangenheit naturgemäß einen anderen Anblick als heute. In den 1860er-Jahren wurden dort 7 Fichten als Wahrzeichen angepflanzt, um den Wilseder Berg in der hügeligen Landschaft besonders zu betonen. Emil Stender beziffert in seinem Wanderführer Wanderungen um Hamburg die Anzahl der Bäume im Herbst 1889 noch auf fünf, zwischen 1904 und 1906 waren noch drei Fichten vorhanden und um 1910 war von diesen Fichten schließlich nur noch ein Baum übrig. Der Heidebrand im Jahre 1920 setzte diesem Baum zu, so dass er noch bis etwa 1926 stand. 1977 schreibt Walter Gröll, dass eine Rotbuche als neuer Signalbaum auf dem Wilseder Berg wachse.

### Vermessungspunkt

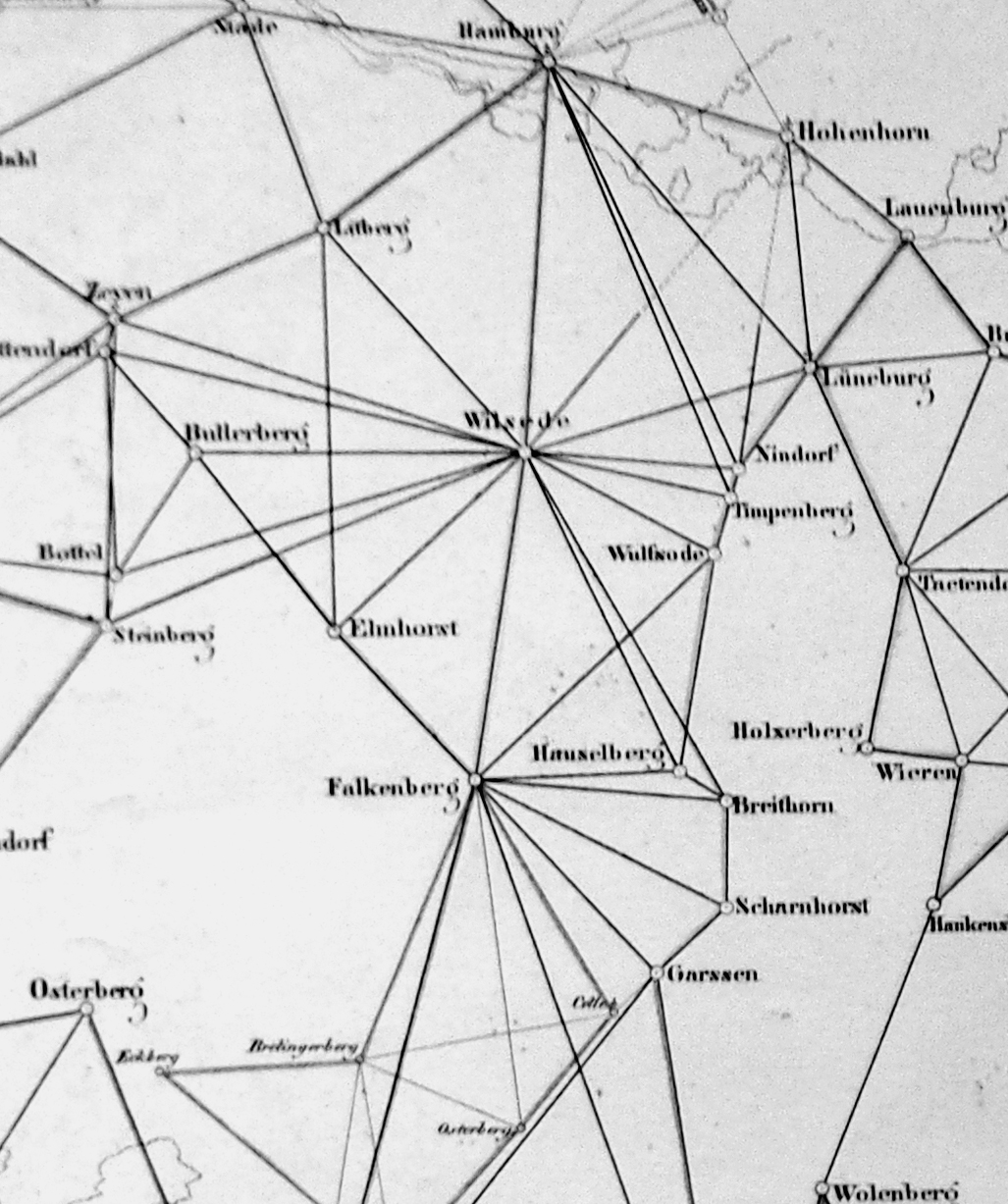
Gauß'sche Dreieckssysteme vom Wilseder Berg 1821–1844, Blatt aus dem Papen-Atlas

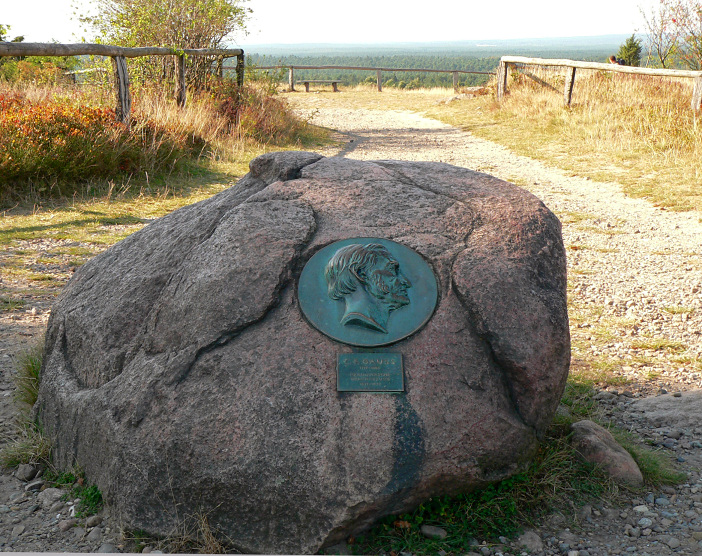
Gedenkstein zur Vermessung mit Porträt von Carl Friedrich Gauß

1820 beauftragte der damalige König Georg IV. den Professor der Astronomie und Direktor der Sternwarte der Universität Göttingen, Carl Friedrich Gauß, das Königreich Hannover zu vermessen. Gauß benutzte für die Landvermessung auch den Berggipfel des Wilseder Berges als einen der Punkte der Triangulation. Weitere zentrale Dreieckspunkte bildeten der weiter südlich gelegenen Falkenberg (150 m ü. NN) und der östlich gelegene Haußelberg (118 m ü. NN). Zum Zweck der Landvermessung wurde auf dem Gipfel des Wilseder Berges ein „‚Triangulationsturm‘“ errichtet. Ob dieser Turm Anfang der 1890er-Jahre oder erst Ende der 1890er-Jahre wegen Baufälligkeit abgebrochen werden musste, ist unklar. Danach stand in den Jahren zwischen 1900 und 1906 eine Signalstange auf dem Wilseder Berg, die auf einer 1904 verschickten Postkarte (zusammen mit drei der ehemals sieben Signalfichten) dokumentiert ist. Ein um 1910 entstandenes Foto zeigt hingegen diese  Signalstange nicht mehr (und auch nur noch eine Signalfichte).
Der originale Gaußstein von 1820  ist nicht mehr vorhanden.
Ein Teil des Dreiecksnetzes der Gaußschen Gradmessung, mit dem Wilseder Berg, war auch auf der Rückseite der 10-DM-Banknote der vierten Serie der Deutschen Mark abgebildet.

## Umgebung

### Toten- und Steingrund
Die bekannteste Eintiefung am Berg ist der mehrere Hektar große Totengrund südlich des Museumsdorfes Wilsede. Es handelt sich um einen Talkessel mit bis zu 40 Meter hohen Flanken, heute bestanden mit Heidekraut und Wacholderbüschen. Die Benennung als Toter Grund lässt sich darauf zurückführen, dass sein Boden für die Bauern wenig fruchtbar, also tot war, denn das Tal ist sehr wasserarm. Der Totengrund war Keimzelle des heutigen Naturschutzgebietes, als ihn der Egestorfer Pastor Wilhelm Bode 1906 mit Spendengeldern ankaufte. Nach Bodes Tod 1927 wurde seine Asche auf dem Wilseder Berg verstreut.
Ein weiteres Tal ist der Steingrund, ein typisches Trockental der Heidelandschaft, das stark von eiszeitlich abgelagerten Steinen bedeckt ist.

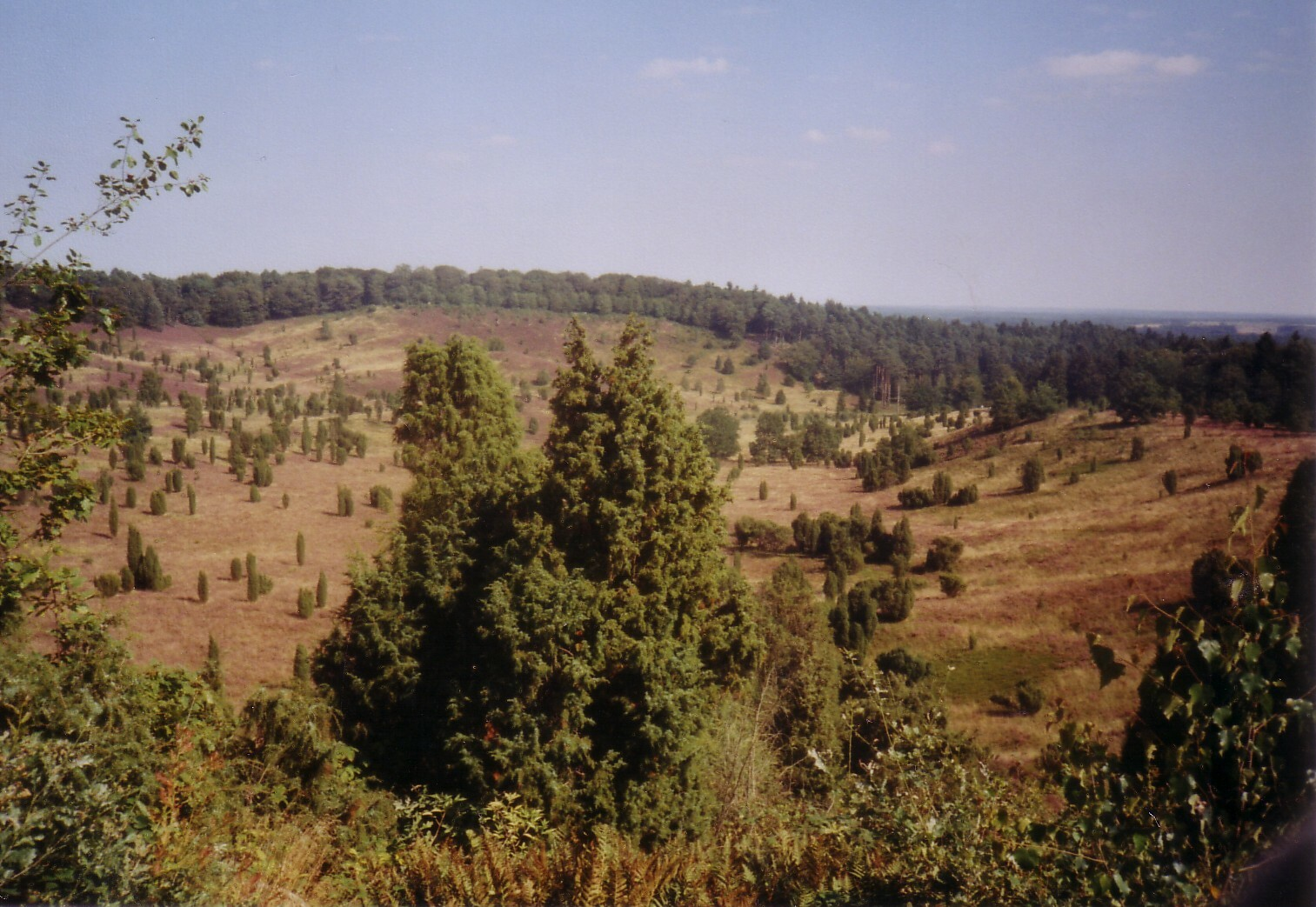
Totengrund
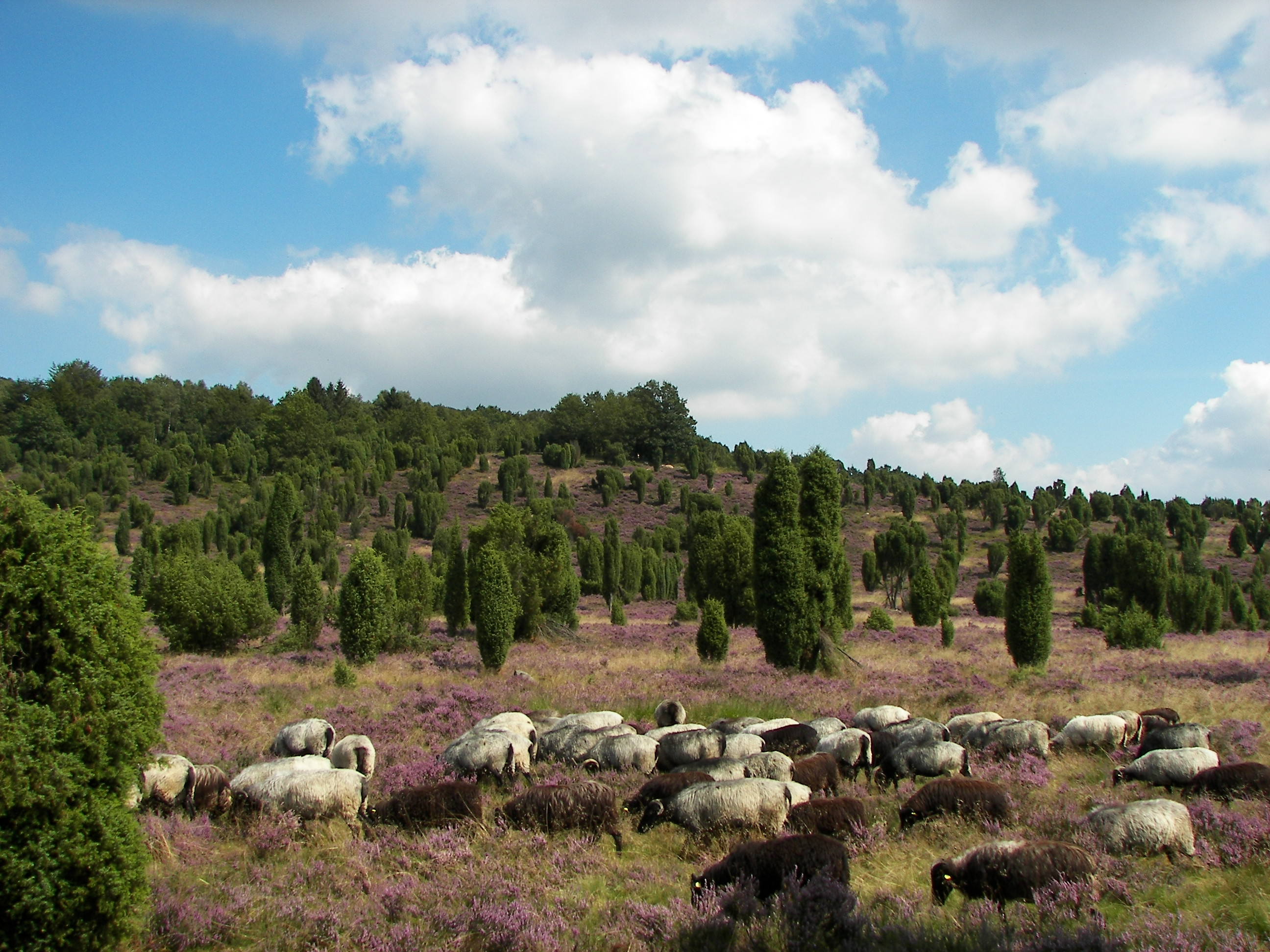
Steingrund

In der Sagenwelt der Lüneburger Heide sind Toten- und Steingrund mit dem Kampf zweier verfeindeter und militärisch organisierter  Riesengruppen verknüpft: der aus Reinsehlen und der aus Einem in der Sage „'Die Riesenschlacht zwischen Reinsehlen und Einem' oder 'Wie der Steingrund bei Wilsede entstand'“ bzw. „Der Totengrund bei Wilsede“. Im Verlauf dieses Kampfes, über dessen Ausgang die Sage jedoch nichts zu berichten weiß, setzten die Einemer Riesen auf Sand als Waffe gegen ihre Kontrahenten mit der Folge, dass die einst fruchtbare Gegend bei Reinsehlen mit Sand überschüttet wurde. Die in Staubwolken eingehüllten Reinsehlener Riesen wehrten sich mit dem Werfen großer Steine, die sie nach Osten dorthin warfen, wo sie den Feind nur vermuten konnten. Der Großteil der Steingeschosse traf sein Ziel nicht. „Die Felsen flogen zu weit und gingen erst hinter Wilsede wieder zu Boden, wo sie in ein langes, weites Tal donnernd rollten und es ausfüllten. Dieses Tal heißt bis auf den heutigen Tag der Steingrund, weil die Steine dort liegen wie gesät. [...] Die gefallenen Riesen aber sind dann in einer tiefen Schlucht, die man heute den Totengrund nennt, begraben worden“.

### Bolterberg und Stattberg
1,3 km südwestlich des Gipfels des Wilseder Berges liegt der zweithöchste Berg der Lüneburger Heide: der Bolterberg (160,2 m ü. NN). Ca. 500 m weiter in dieselbe Richtung, aber außerhalb des Wegenetzes, das im Naturschutzgebiet nicht verlassen werden darf, liegt der Stattberg (145 m ü. NN), der dritthöchste Berg im Naturschutzgebiet.

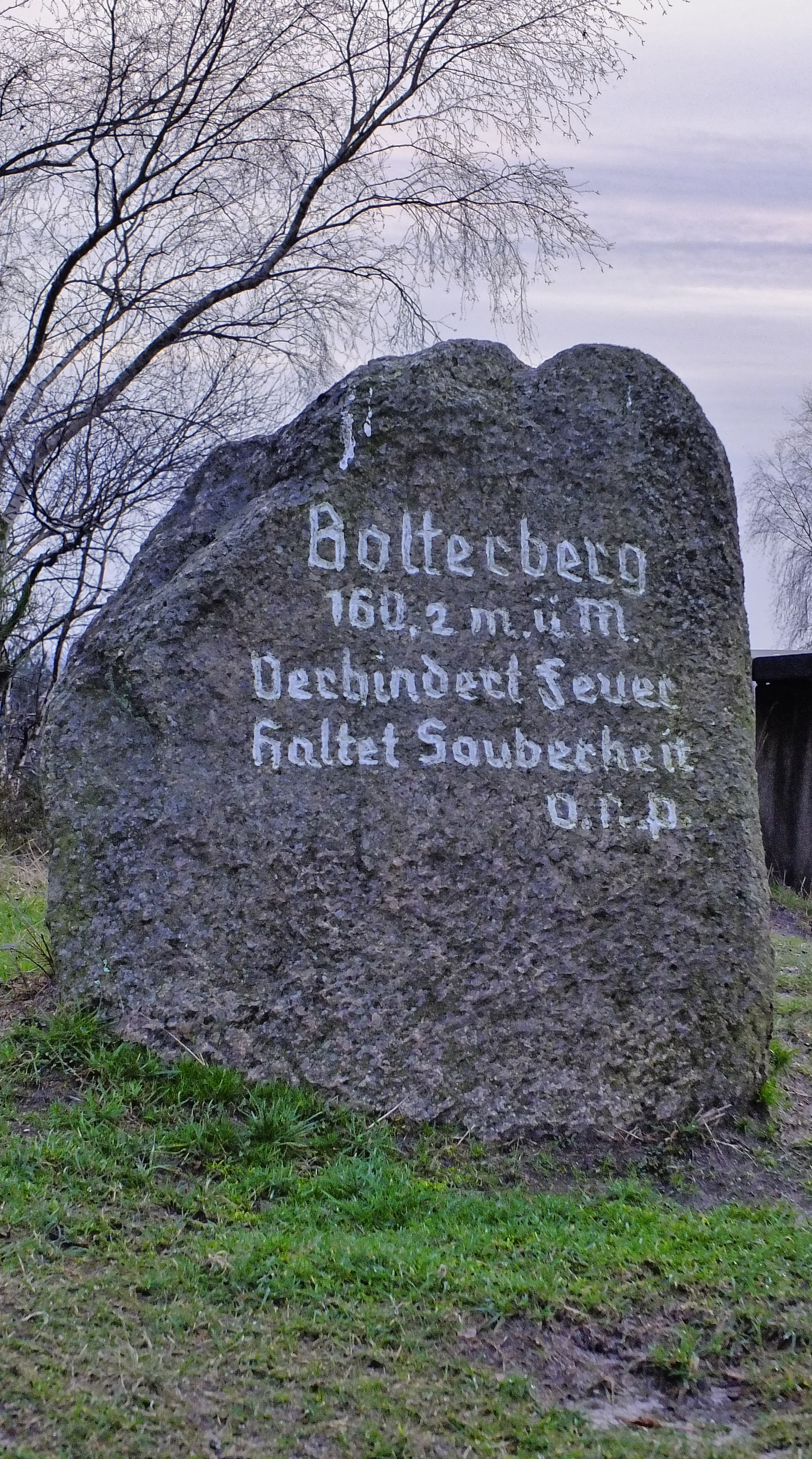
Gipfelstein auf dem Bolterberg im Naturschutzgebiet Lüneburger Heide
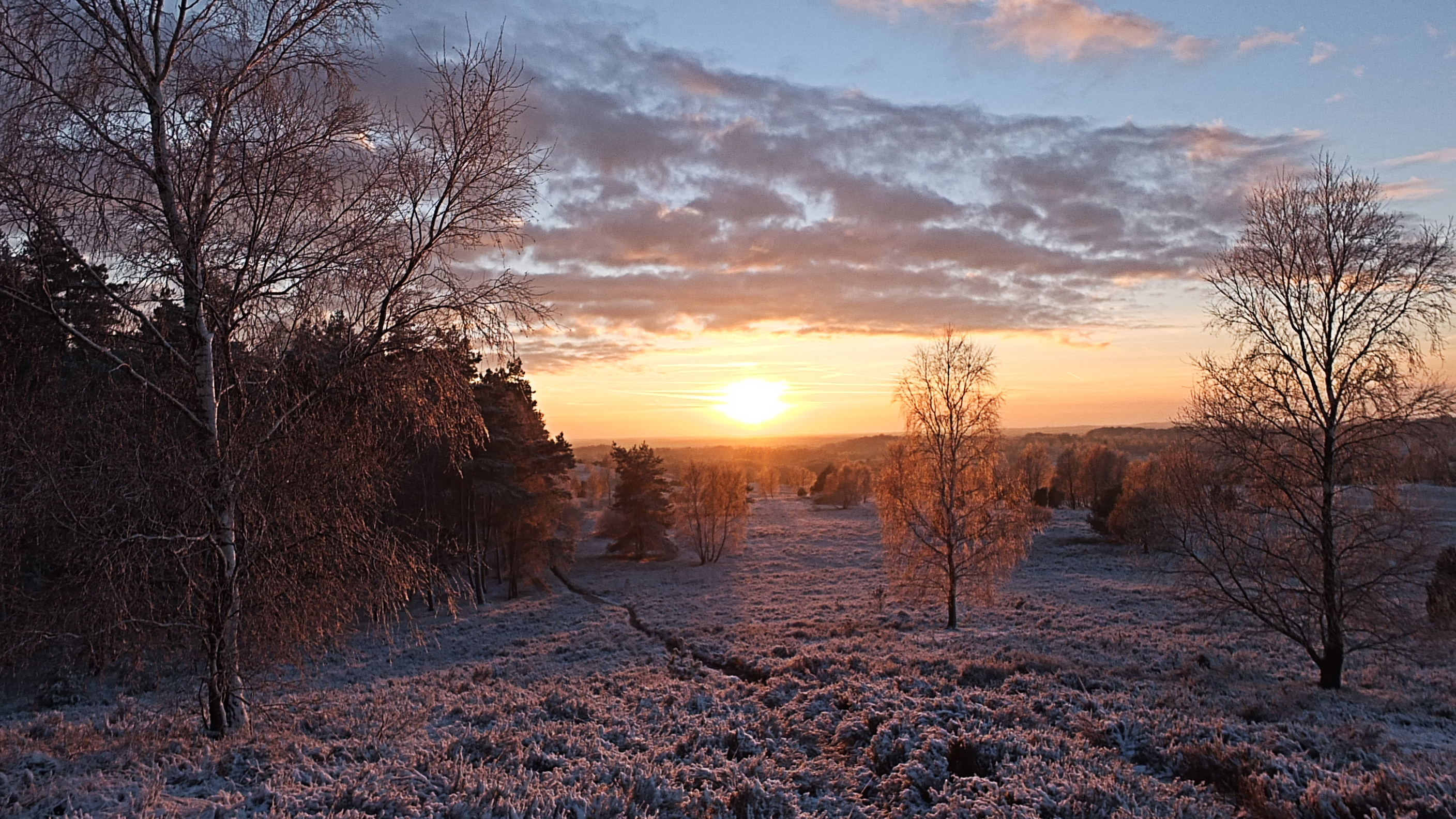
Südwest-Blick vom Gipfel des Bolterbergs bei Schnee

## Tourismus
Die landschaftliche Idylle sorgt für einen ausgeprägten Tourismus. Zu erreichen ist der Wilseder Berg mit Pferdekutschen ab Oberhaverbeck, Niederhaverbeck, Undeloh, Döhle oder Sudermühlen und zu Fuß zusätzlich auch ab Volkwardingen. Bei klaren Sichtverhältnissen kann man am Horizont den Hamburger Fernsehturm erkennen. Ferner besteht eine gute Aussicht über die Heideflächen Richtung Westen und Norden.
Zu Silvester besteht die Tradition, auf den Wilseder Berg zu wandern, um die Feuerwerke der umliegenden Dörfer und – bei gutem Wetter – die von Hamburg und Bremen zu sehen. Da der Wilseder Berg mitten im Naturschutzgebiet Lüneburger Heide liegt, ist dort jegliches Abbrennen von Feuerwerk strengstens verboten, was die Polizei kontrolliert.

## Historische Kulturlandschaft
Der Wilseder Berg ist eine 19 km² große historische Kulturlandschaft von landesweiter Bedeutung innerhalb des Kulturlandschaftsraums Nordheide. Diese Zuordnung zu den Kulturlandschaften in Niedersachsen hat der Niedersächsische Landesbetrieb für Wasserwirtschaft, Küsten- und Naturschutz (NLWKN) 2018 getroffen. Ein besonderer, rechtlich verbindlicher Schutzstatus ist mit der Klassifizierung nicht verbunden.

## Bildergalerie

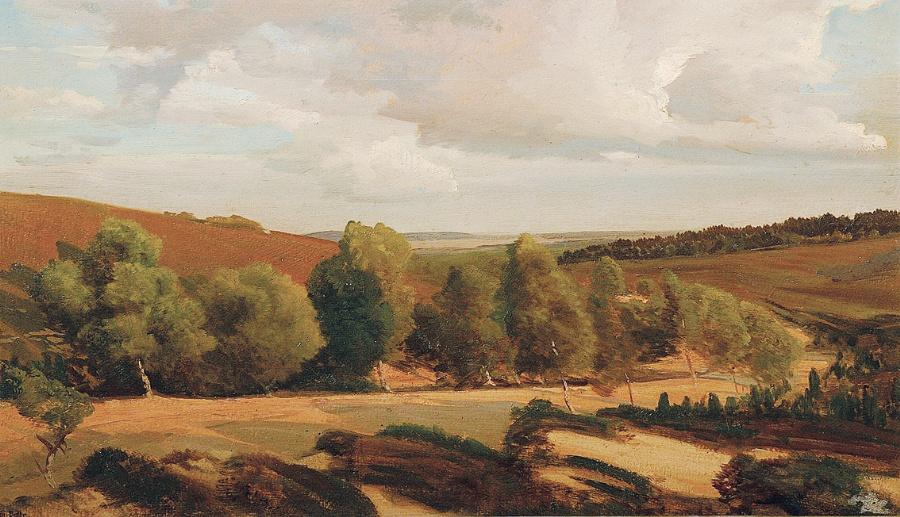
Wilseder Berg, Gemälde von Valentin Ruths (1825–1905)
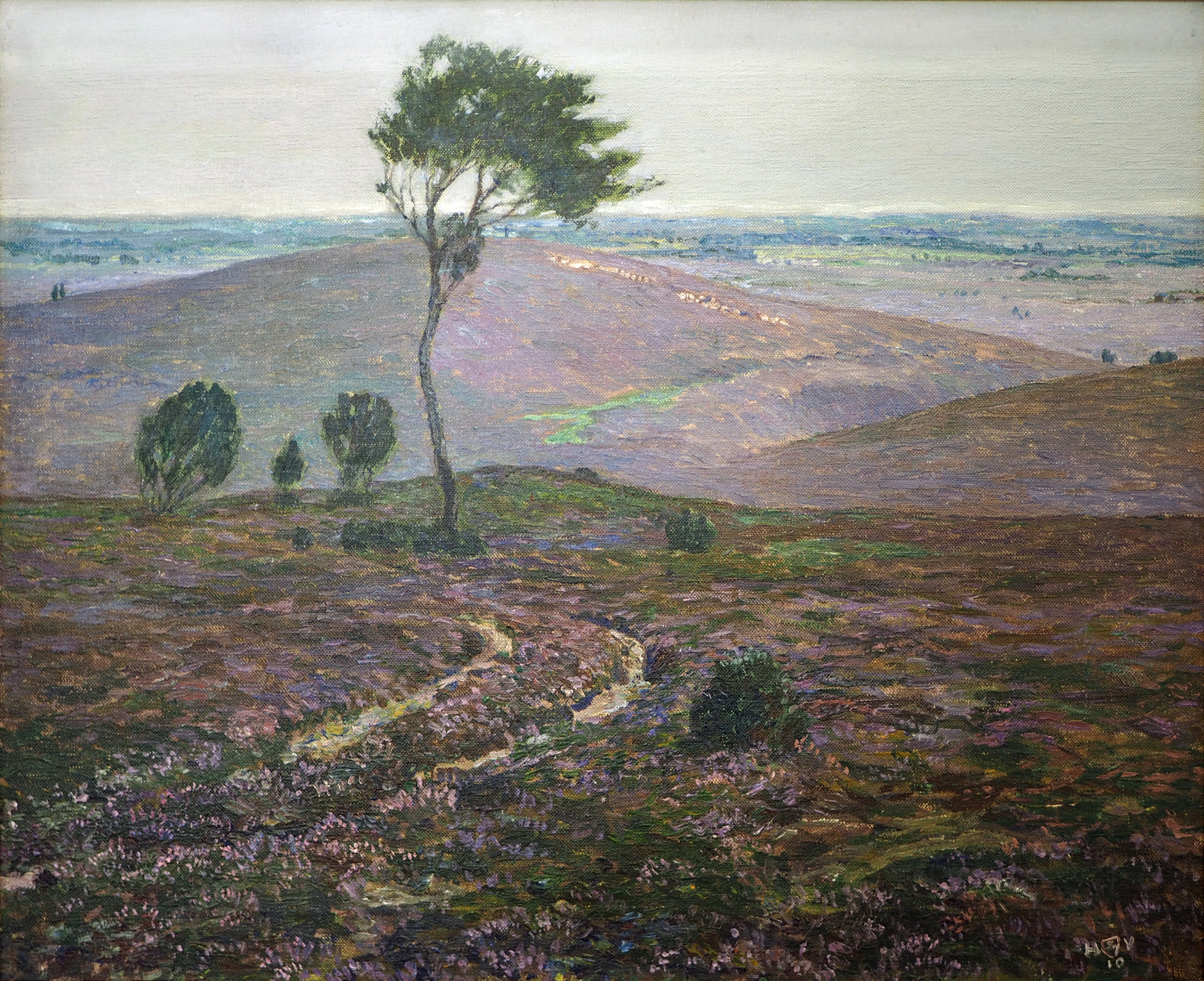
Ölbild von Heinrich Vogeler (1910)
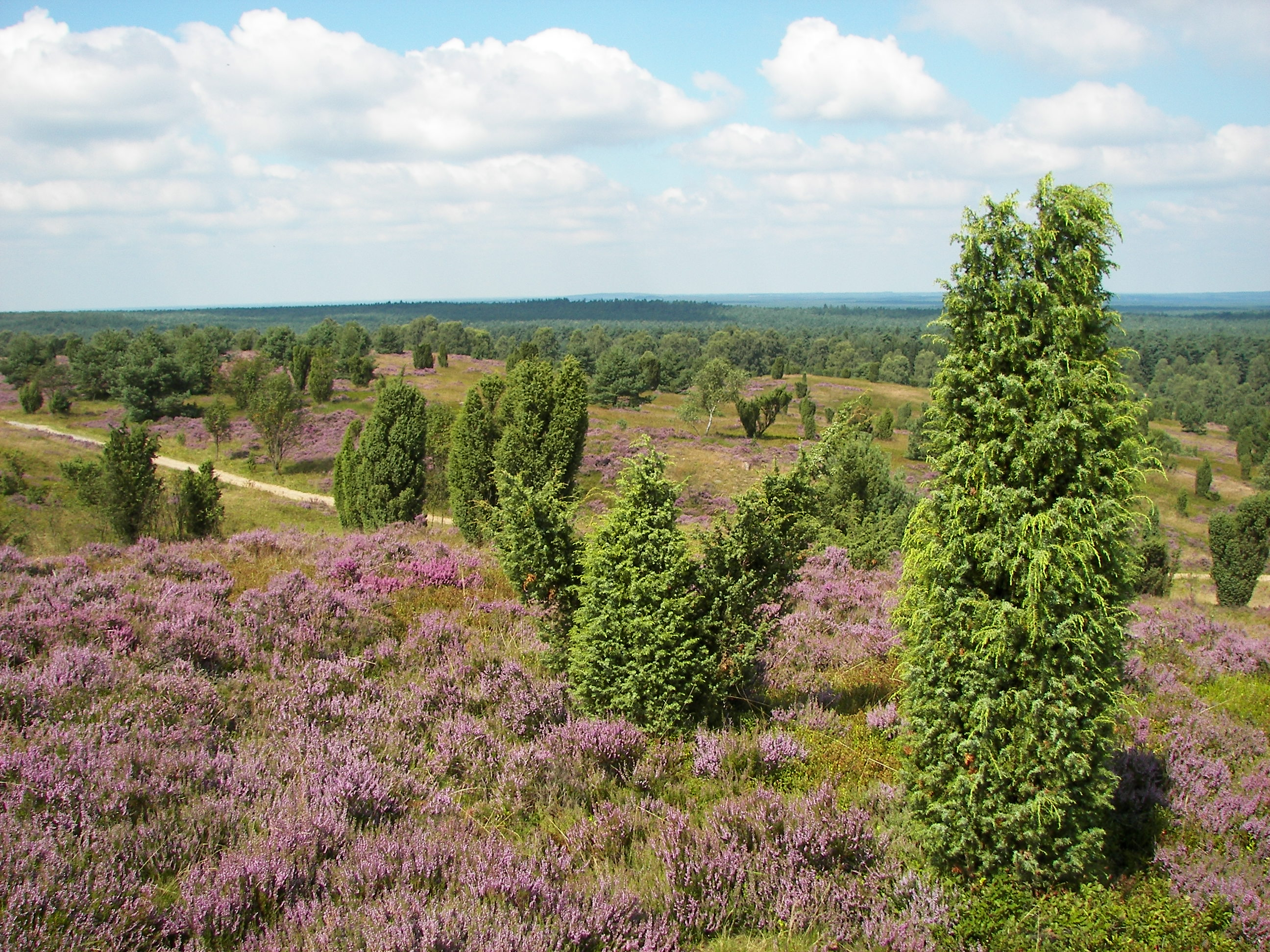
Blick nach Norden vom Wilseder Berg
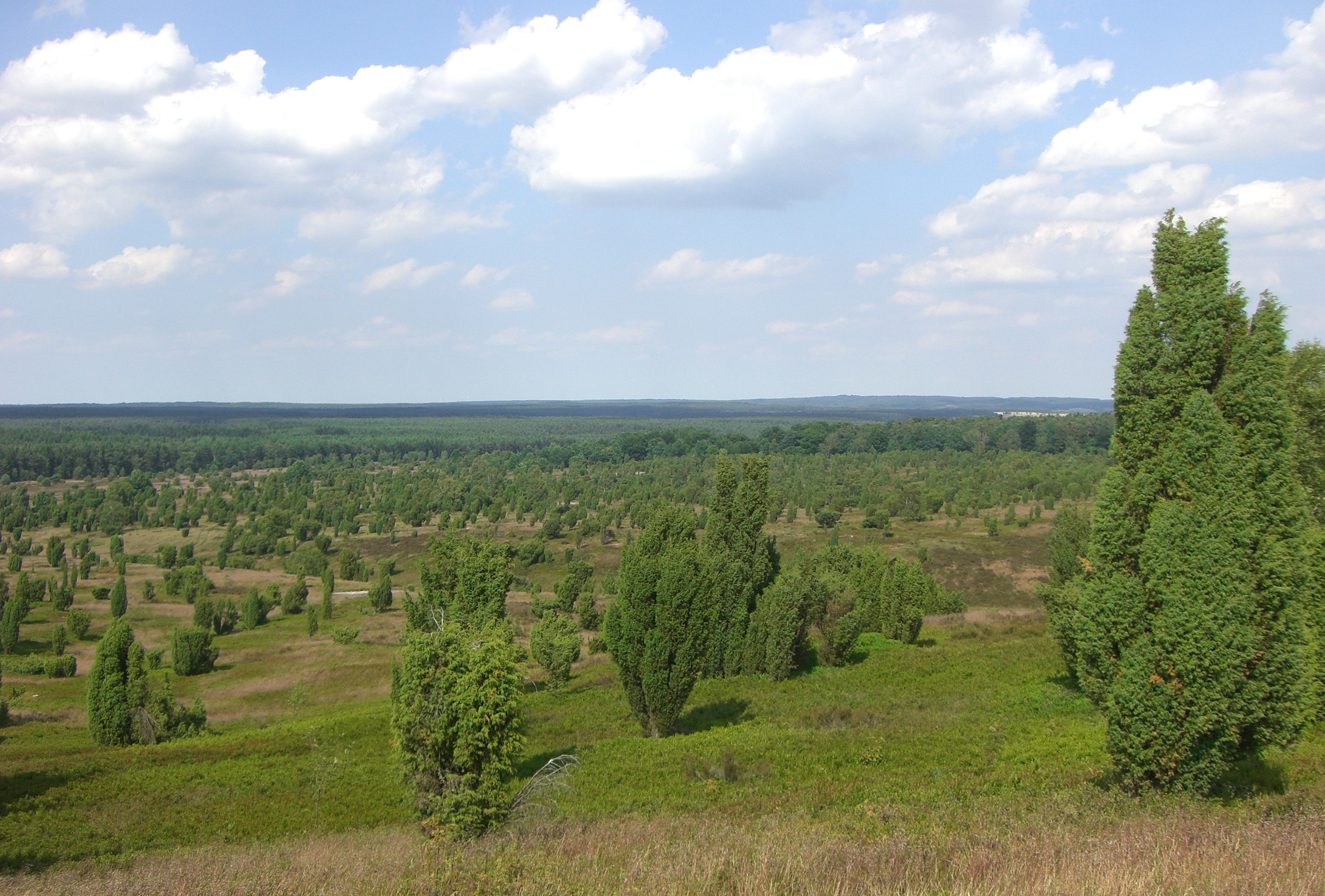
Heidelbeer-Sandheide am Nordhang
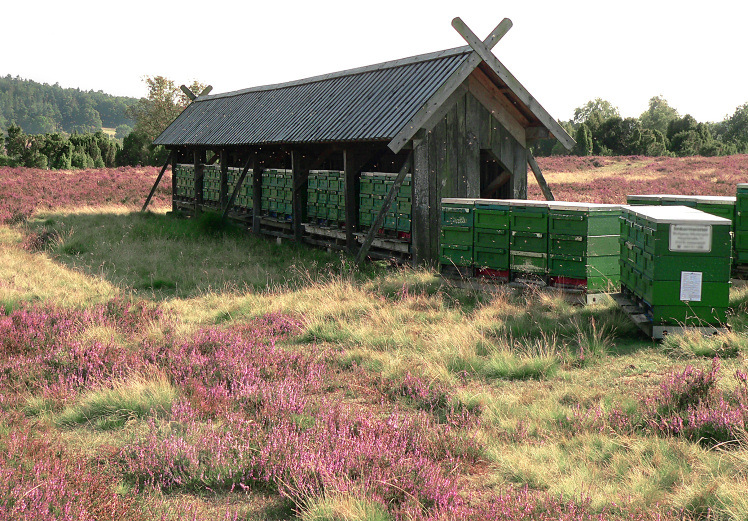
Heideimkerei nahe dem Wilseder Berg